# Francouzský revoluční kalendář

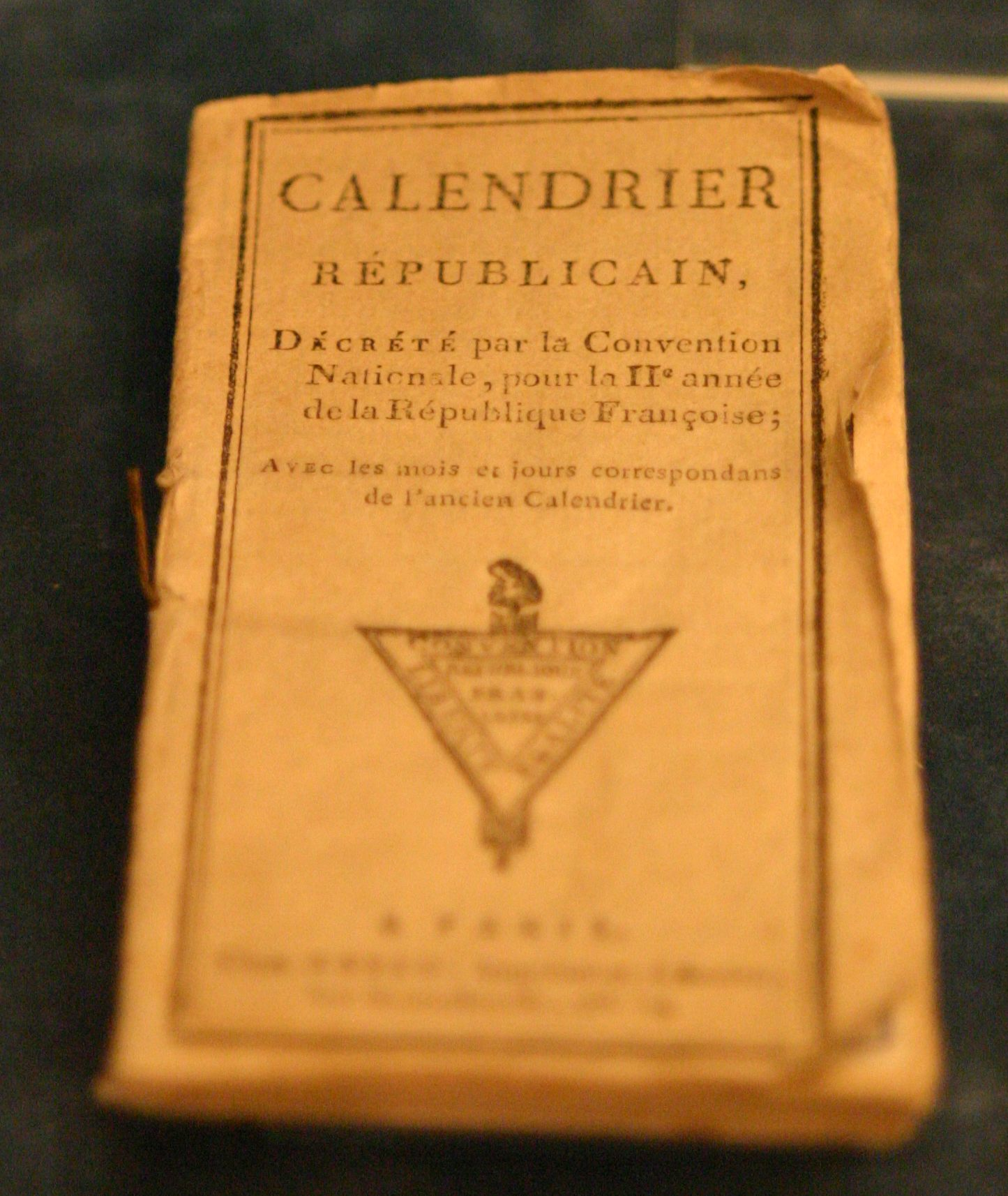
Kalendář v historickém muzeu v Lausanne

Francouzský revoluční kalendář byl kalendář zavedený ve Francii rozhodnutím Konventu dne 24. října 1793 na konci 18. století ve Francii ve 3. fázi Velké francouzské revoluce, kdy se jakobíni snažili tvrdým prosazováním nahradit vše zažité, především to, co mělo křesťanské kořeny. Kalendář byl zaveden 24. listopadu 1793, letopočet začínal prvním dnem francouzské Republiky, tedy 22. září 1792. Kalendář byl zrušen Napoleonem 31. března 1805 (ve 13. roce Republiky).

## Rok v revolučním kalendáři
- Podzim:
  - vendémiaire (měsíc vinobraní)
  - brumaire (měsíc mlh)
  - frimaire (měsíc jinovatky)
- Zima:
  - nivôse (měsíc sněhu)
  - pluviôse (měsíc dešťů)
  - ventôse (měsíc větrů)
- Jaro:
  - germinal (měsíc rašení)
  - floréal (měsíc květů)
  - prairial (měsíc luk)
- Léto:
  - messidor (měsíc žní)
  - thermidor (měsíc horka, koupelí)
  - fructidor (měsíc plodů)

Každý měsíc měl tři týdny po deseti dnech (dekády).
Dny v desetidenním týdnu byly:
- Primidi
- Duodi
- Tridi
- Quartidi
- Quintidi
- Sextidi
- Septidi
- Octidi
- Nonidi
- Décadi

(v překladu první, druhý až desátý). Namísto jmen v klasickém křesťanském kalendáři byly v kalendáři revolučním názvy věcí (každé décadi), zvířat (každé quintidi) a rostlin nebo kamenů (ostatní dny). Každé décadi se navíc slavil svátek něčeho.

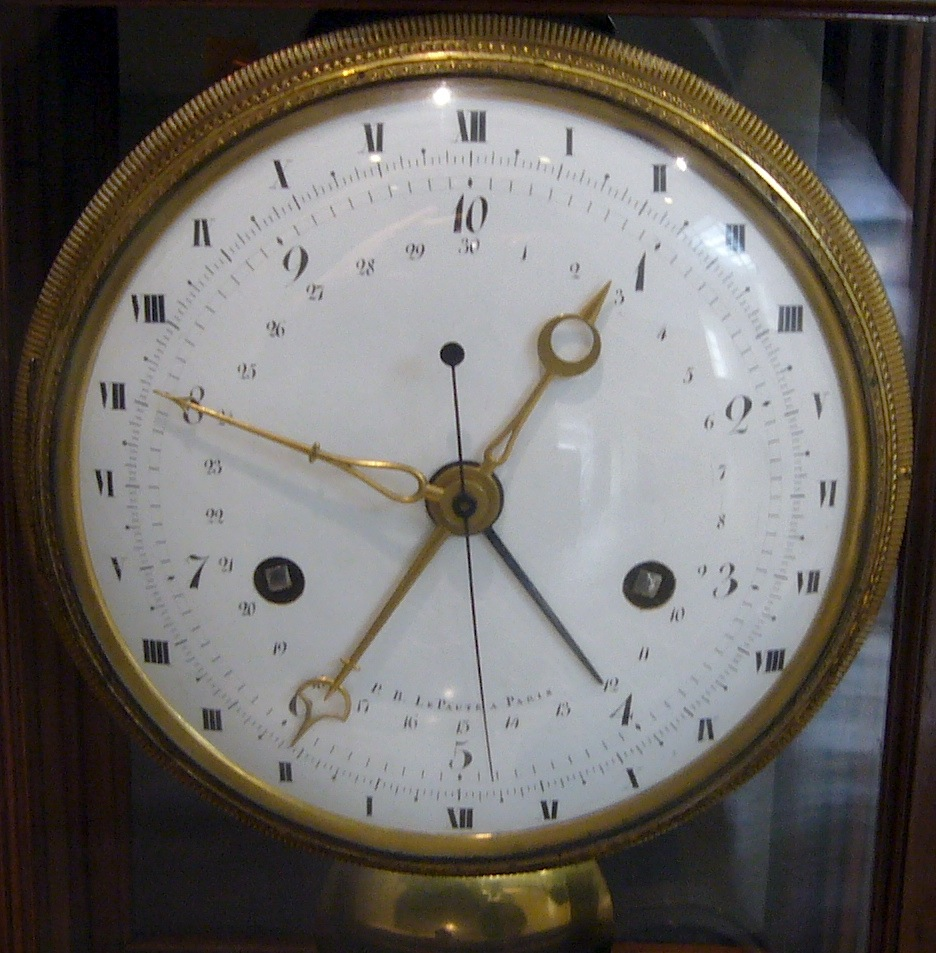
Hodiny s desetihodinovým ciferníkem

Rok byl doplněn na délku 365 nebo 366 dnů 5 (6) dodatkovými dny zvanými sansculottides - na počest revolucionářů sansculotů. Tyto dny byly sváteční, mimo rok a mimo posloupnost dekád. Kalendář neměl stanovena pravidla pro vkládání „přestupné“ 6. sansculottidy, rok začínal vždy v den, na který připadla podzimní rovnodennost v pravém čase pařížské observatoře.
Součástí revolučního kalendáře byly také revoluční hodiny. Den byl rozdělen na 10 hodin, každá hodina měla 100 minut a každá minuta 100 sekund.
Revoluční kalendář byl obnoven v době Pařížské komuny – platil od 18. března do 23. května 1871

## Dny v roce
Místo svátků pojmenovaných podle svatých jako v tradičním katolickém kalendáři byly dny spojeny s názvy zvířat (dny končící pětkou), nástrojů (dny končící nulou) nebo například rostlin, minerálů nebo chemických prvků (všechny další dny).

### Podzim
| Vendémiaire (22. září ~ 21. října) | Brumaire (22. října ~ 20. listopadu) | Frimaire (21. listopadu ~ 20. prosince) |
| --- | --- | --- |
| 1. Raisin (Vinný hrozen) 2. Safran (Šafrán) 3. Châtaigne (Kaštanovník) 4. Colchique (Ocún) 5. Cheval (Kůň) 6. Balsamine (Netýkavka) 7. Carotte (Mrkev) 8. Amarante (Laskavec) 9. Panais (Pastiňák) 10. Cuve (Cisterna) 11. Pomme de terre (Brambora) 12. Immortelle (Slaměnka) 13. Potiron (Tykev) 14. Réséda (Rezeda) 15. Âne (Osel) 16. Belle de nuit (Nocenka) 17. Citrouille (Dýně) 18. Sarrasin (Pohanka) 19. Tournesol (Slunečnice) 20. Pressoir (Lis na ovoce) 21. Chanvre (Konopí seté) 22. Pêche (Broskev) 23. Navet (Tuřín) 24. Amaryllis (Amarylka) 25. Bœuf (Vůl) 26. Aubergine (Lilek) 27. Piment (Paprika) 28. Tomate (Rajče jedlé) 29. Orge (Ječmen) 30. Tonneau (Sud) | 1. Pomme (Jablko) 2. Céleri (Celer) 3. Poire (Hruška) 4. Betterave (Řepa) 5. Oie (Husa) 6. Héliotrope (Otočník) 7. Figue (Fík) 8. Scorsonère (Černý kořen) 9. Alisier (Strom jeřáb) 10. Charrue (Pluh) 11. Salsifis (Kozí brada) 12. Macre (Kotvice plovoucí) 13. Topinambour (Topinambur) 14. Endive (Čekanka) 15. Dindon (Krocan) 16. Chervis (Sevlák zeleninový) 17. Cresson (Potočnice lékařská) 18. Dentelaire (Olověnec) 19. Grenade (Granátové jablko) 20. Herse (Brány) 21. Bacchante (Pomíšenka) 22. Azerole (Barbadoská třešeň) 23. Garance (Mořena) 24. Orange (Pomeranč) 25. Faisan (Bažant) 26. Pistache (Pistácie) 27. Macjonc (Hrachor hlíznatý) 28. Coing (Kdouloň obecná) 29. Cormier (Jeřáb oskeruše) 30. Rouleau (Válec) | 1. Raiponce (Zvonečník) 2. Turneps (Tuřín) 3. Chicorée (Čekanka obecná) 4. Nèfle (Mišpule) 5. Cochon (Prase) 6. Mâche (Kozlíček polní) 7. Chou-fleur (Květák) 8. Miel (Med) 9. Genièvre (Jalovec) 10. Pioche (Krumpáč) 11. Cire (Vosk) 12. Raifort (Křen selský) 13. Cèdre (Cedr) 14. Sapin (Jedle) 15. Chevreuil (Srnec) 16. Ajonc (Hlodáš evropský) 17. Cyprès (Cypřiš) 18. Lierre (Břečťan) 19. Sabine (Jalovec chvojka) 20. Hoyau (Motyka) 21. Érable sucré (Javor cukrový) 22. Bruyère (Vřes) 23. Roseau (Rákos) 24. Oseille (Šťovík) 25. Grillon (Cvrček) 26. Pignon (Piniové semínko) 27. Liège (Korek) 28. Truffe (Lanýž) 29. Olive (Oliva) 30. Pelle (Lopata) |

### Zima
| Nivôse (21. prosince ~ 19. ledna) | Pluviôse (20. ledna ~ 18. února) | Ventôse (19. února ~ 20. března) |
| --- | --- | --- |
| 1. Tourbe (Rašelina) 2. Houille (Uhlí) 3. Bitume (Živice) 4. Soufre (Síra) 5. Chien (Pes) 6. Lave (Láva) 7. Terre végétale (Ornice) 8. Fumier (Chlévský hnůj) 9. Salpêtre (Ledek draselný) 10. Fléau (Cep) 11. Granit (Žula) 12. Argile (Jíl) 13. Ardoise (Břidlice) 14. Grès (Pískovec) 15. Lapin (Králík) 16. Silex (Pazourek) 17. Marne (Slín) 18. Pierre à chaux (Vápenec) 19. Marbre (Mramor) 20. Van (Věječka) 21. Pierre à plâtre (Sádrovec) 22. Sel (Sůl) 23. Fer (Železo) 24. Cuivre (Měď) 25. Chat (Kočka) 26. Étain (Cín) 27. Plomb (Olovo) 28. Zinc (Zinek) 29. Mercure (Rtuť) 30. Crible (Síto) | 1. Lauréole (Lýkovec) 2. Mousse (Mech) 3. Fragon (Listnatec ostnitý) 4. Perce-neige (Sněženka) 5. Taureau (Býk) 6. Laurier-thym (Kalina modroplodá) 7. Amadouvier (Troudnatec kopytovitý) 8. Mézéréon (Lýkovec jedovatý) 9. Peuplier (Topol) 10. Coignée (Sekyra) 11. Ellébore (Čemeřice) 12. Brocoli (Brokolice) 13. Laurier (Vavřín) 14. Avelinier (Líska) 15. Vache (Kráva) 16. Buis (Zimostráz) 17. Lichen (Lišejník) 18. If (Tis červený) 19. Pulmonaire (Plicník) 20. Serpette (Sekáček) 21. Thlaspi (Penízek rolní) 22. Thimelé (Lýkovec latnatý) 23. Chiendent (Pýr plazivý) 24. Trainasse (Rdesno) 25. Lièvre (zajíc) 26. Guède (Boryt barvířský) 27. Noisetier (Líska) 28. Cyclamen (Brambořík) 29. Chélidoine (Vlaštovičník větší) 30. Traîneau (Saně) | 1. Tussilage (Podběl lékařský) 2. Cornouiller (Dřín) 3. Violier (Chejr) 4. Troène (Ptačí zob) 5. Bouc (Kozel) 6. Asaret (Kopytník) 7. Alaterne (Řešetlák proměnlivý) 8. Violette (Violka) 9. Marceau (Vrba jíva) 10. Bêche (Rýč) 11. Narcisse (Narcis) 12. Orme (Jilm) 13. Fumeterre (Zemědým) 14. Vélar (Hulevník lékařský) 15. Chèvre (Koza) 16. Épinard (Špenát) 17. Doronic (Kamzičník) 18. Mouron (Bedrník) 19. Cerfeuil (Kerblík) 20. Cordeau (Provaz) 21. Mandragore (Mandragora) 22. Persil (Petržel) 23. Cochléaria (Lžičník) 24. Pâquerette (Sedmikráska chudobka) 25. Thon (Tuňák) 26. Pissenlit (Pampeliška) 27. Sylvie (Sasanka) 28. Capillaire (Netík) 29. Frêne (Jasan) 30. Plantoir (Sázecí kolík) |

### Jaro
| Germinal (21. března ~ 19. dubna) | Floréal (20. dubna ~ 19. května) | Prairial (20. května ~ 18. června) |
| --- | --- | --- |
| 1. Primevère (Prvosenka) 2. Platane (Platan) 3. Asperge (Chřest) 4. Tulip (Tulipán) 5. Poule (Slepice) 6. Bette (Červená řepa) 7. Bouleau (Bříza) 8. Jonquille (Narcis) 9. Aulne (Olše) 10. Couvoir (Líheň) 11. Pervenche (Brčál) 12. Charme (Habr) 13. Morille (Smrž) 14. Hêtre (Buk) 15. Abeille (Včela) 16. Laitue (Salát) 17. Mélèze (Modřín) 18. Ciguë (Bolehlav) 19. Radis (Ředkvička) 20. Ruche (Včelí úl) 21. Gainier (Zmarlika Jidášova) 22. Romaine (Salát) 23. Marronnier (Dub horský) 24. Roquette (Roketa setá) 25. Pigeon (Holub) 26. Lilas (Šeřík) 27. Anémone (Sasanka) 28. Pensée (Maceška) 29. Myrtille (Borůvka) 30. Greffoir (Nůž) | 1. Rose (Růže) 2. Chêne (Dub) 3. Fougère (Kapradina) 4. Aubépine (Hloh) 5. Rossignol (Slavík) 6. Ancolie (Orlíček) 7. Muguet (Konvalinka) 8. Champignon (Žampion) 9. Hyacinthe (Hyacint) 10. Râteau (Hrábě) 11. Rhubarbe (Rebarbora) 12. Sainfoin (Vičenec) 13. Bâton-d'or (Trýzel) 14. Chamérops (Palma) 15. Ver à soie (Bourec morušový) 16. Consoude (Kostival) 17. Pimprenelle (Krvavec menší) 18. Corbeille d'or (Tařice) 19. Arroche (Lebeda) 20. Sarcloir (Motyka) 21. Statice (Limonka) 22. Fritillaire (Řebčík) 23. Bourrache (Brutnák) 24. Valériane (Kozlík lékařský) 25. Carpe (Kapr) 26. Fusain (Brslen) 27. Civette (Pažitka) 28. Buglosse (Pilát lékařský) 29. Sénevé (Hořčice rolní) 30. Houlette (Ovčácká hůl) | 1. Luzerne (Tolice vojtěška) 2. Hémérocalle (Denivka) 3. Trèfle (Jetel) 4. Angélique (Andělika lékařská) 5. Canard (Kachna) 6. Mélisse (Meduňka) 7. Fromental (Ovsík) 8. Martagon (Lilie) 9. Serpolet (Mateřídouška) 10. Faux (Kosa) 11. Fraise (Jahoda) 12. Bétoine (Bukvice lékařská) 13. Pois (Hrách) 14. Acacia (Akát) 15. Caille (Křepelka) 16. Œillet (Karafiát) 17. Sureau (Černý bez) 18. Pavot (Mák) 19. Tilleul (Lípa) 20. Fourche (Vidle) 21. Barbeau (Chrpa) 22. Camomille (Heřmánek) 23. Chèvrefeuille (Zimolez) 24. Caille-lait (Svízel) 25. Tanche (Lín) 26. Jasmin (Jasmín) 27. Verveine (Sporýš) 28. Thym (Tymián) 29. Pivoine (Pivoňka) 30. Chariot (Vozík) |

### Léto
| Messidor (19. června ~ 18. července) | Thermidor (19. července ~ 17. srpna) | Fructidor (18. srpna ~ 16. září) |
| --- | --- | --- |
| 1. Seigle (Žito) 2. Avoine (Oves) 3. Oignon (Cibule) 4. Véronique (Rozrazil) 5. Mulet (Mula) 6. Romarin (Rozmarýn) 7. Concombre (Okurka) 8. Échalote (Šalotka) 9. Absinthe (Pelyněk) 10. Faucille (Srp) 11. Coriandre (Koriandr) 12. Artichaut (Artyčok) 13. Girofle (Hřebíček) 14. Lavande (Levandule) 15. Chamois (Kamzík) 16. Tabac (Tabák) 17. Groseille (Rybíz) 18. Gesse (Hrachor) 19. Cerise (Třešeň) 20. Parc (Park) 21. Menthe (Máta) 22. Cumin (Kmín) 23. Haricot (Fazole) 24. Orcanète (Kamejník) 25. Pintade (Perlička) 26. Sauge (Šalvěj) 27. Ail (Česnek) 28. Vesce (Vikev) 29. Blé (Pšenice) 30. Chalémie (Šalmaj) | 1. Épeautre (Špalda) 2. Bouillon blanc (Divizna) 3. Melon (Meloun) 4. Ivraie (Jílek) 5. Bélier (Beran) 6. Prêle (Přeslička) 7. Armoise (Pelyněk černobýl) 8. Carthame (Světlice barvířská) 9. Mûre (Ostružina) 10. Arrosoir (Kropicí konev) 11. Panis (Proso) 12. Salicorne (Slanorožec) 13. Abricot (Meruňka) 14. Basilic (Bazalka) 15. Brebis (Ovce) 16. Guimauve (Proskurník) 17. Lin (Len) 18. Amande (Mandle) 19. Gentiane (Hořec) 20. Écluse (Stavidlo) 21. Carline (Pupava) 22. Câprier (Kapara) 23. Lentille (Čočka) 24. Aunée (Oman) 25. Loutre (Vydra) 26. Myrte (Myrta) 27. Colza (Řepka) 28. Lupin (Vlčí bob) 29. Coton (Bavlna) 30. Moulin (Mlýn) | 1. Prune (Švestka) 2. Millet (Proso) 3. Lycoperdon (Pýchavka) 4. Escourgeon (Ječmen) 5. Saumon (Losos) 6. Tubéreuse (Bělokvět (Tuberóza)) 7. Sucrion (Meloun) 8. Apocyn (Toješť) 9. Réglisse (Lékořice) 10. Échelle (Žebřík) 11. Pastèque (Vodní meloun) 12. Fenouil (Fenykl) 13. Épine vinette (Dřišťál) 14. Noix (Ořešák vlašský) 15. Truite (Pstruh) 16. Citron (Citron) 17. Cardère (Štětka - rostlina) 18. Nerprun (Krušina) 19. Tagette (Afrikán) 20. Hotte (Nůše) 21. Églantine (Šípková růže) 22. Noisette (Lískový ořech) 23. Houblon (Chmel) 24. Sorgho (Čirok) 25. Écrevisse (Rak) 26. Bigarade (Divoký pomeranč) 27. Verge d'or (Zlatobýl) 28. Maïs (Kukuřice) 29. Marron (Kaštan (jedlý plod)) 30. Panier (Koš) |

## Tabulka pro převod dat
| Rok Republiky    | měs. n. l. | 1    | 2    | 3    | 4    | 5    | 6    | 7    | 8    | 9    | 10   | 11   | 12   | 13   | 14   |  | 79   |
| Rok n. l.        | měs. n. l. | 1792 | 1793 | 1794 | 1795 | 1796 | 1797 | 1798 | 1799 | 1800 | 1801 | 1802 | 1803 | 1804 | 1805 |  |      |
| 1. vendémiaire   | IX         | 22   | 22   | 22   | 23   | 22   | 22   | 22   | 23   | 23   | 23   | 23   | 24   | 23   | 23   |  |      |
| 1. brumaire      | X          | 22   | 22   | 22   | 23   | 22   | 22   | 22   | 23   | 23   | 23   | 23   | 24   | 23   | 23   |  |      |
| 1. frimaire      | XI         | 21   | 21   | 21   | 22   | 21   | 21   | 21   | 22   | 22   | 22   | 22   | 23   | 22   | 22   |  |      |
| 1. nivôse        | XII        | 21   | 21   | 21   | 22   | 21   | 21   | 21   | 22   | 22   | 22   | 22   | 23   | 22   | 22   |  |      |
| Rok n. l.        |            | 1793 | 1794 | 1795 | 1796 | 1797 | 1798 | 1799 | 1800 | 1801 | 1802 | 1803 | 1804 | 1805 |      |  | 1871 |
| 1. pluviôse      | I          | 20   | 20   | 20   | 21   | 20   | 20   | 20   | 21   | 21   | 21   | 21   | 22   | 21   |      |  |      |
| 1. ventôse       | II         | 19   | 19   | 19   | 20   | 19   | 19   | 19   | 20   | 20   | 20   | 20   | 21   | 20   |      |  | 20   |
| 1. germinal      | III        | 21   | 21   | 21   | 21   | 21   | 21   | 21   | 22   | 22   | 22   | 22   | 22   | 22   |      |  | 22   |
| 1. floréal       | IV         | 20   | 20   | 20   | 20   | 20   | 20   | 20   | 21   | 21   | 21   | 21   | 21   | 21   |      |  | 21   |
| 1. prairial      | V          | 20   | 20   | 20   | 20   | 20   | 20   | 20   | 21   | 21   | 21   | 21   | 21   | 21   |      |  | 21   |
| 1. messidor      | VI         | 19   | 19   | 19   | 19   | 19   | 19   | 19   | 20   | 20   | 20   | 20   | 20   | 20   |      |  |      |
| 1. thermidor     | VII        | 19   | 19   | 19   | 19   | 19   | 19   | 19   | 20   | 20   | 20   | 20   | 20   | 20   |      |  |      |
| 1. fructidor     | VIII       | 18   | 18   | 18   | 18   | 18   | 18   | 18   | 19   | 19   | 19   | 19   | 19   | 19   |      |  |      |
| 1. sansculottide | IX         | 17   | 17   | 17   | 17   | 17   | 17   | 17   | 18   | 18   | 18   | 18   | 18   | 18   |      |  |      |
| 6. sansculottide | IX         |      |      | 22   |      |      |      | 22   |      |      |      | 23   |      |      |      |  |      |

Rok Republiky uvedený v horním řádku odpovídá konci jednoho a začátku následujícího roku Gregoriánského kalendáře – proto je sloupec dělen změnou letopočtu n. l.
Rok n. l. uvedený tučně je přestupný v Gregoriánském kalendáři.
1. den francouzského revolučního měsíce v prvním sloupci odpovídá dni v tabulce gregoriánského měsíce uvedeného římskými číslicemi ve druhém sloupci, např. 1. vendémiaire roku 1 (první den revolučního letopočtu) odpovídá 22. září (IX) 1792 gregoriánského kalendáře.